# Iranodon
Iranodon is een geslacht van salamanders uit de familie Aziatische landsalamanders (Hynobiidae). De groep werd voor het eerst wetenschappelijk beschreven door Alain Dubois en Jean Raffaëlli in 2012. Beide soorten werden eerder aan het niet meer erkende geslacht Paradactylodon toegekend.
Er zijn twee soorten die voorkomen in delen van Azië en leven endemisch in Iran.

## Soorten
Geslacht Iranodon
- Soort Iranodon gorganensis
- Soort Iranodon persicus